# Metodología del retorno a la alegría
Retorno a la alegría (o retorno de la alegría) es el nombre que recibe una metodología de trabajo de carácter lúdico desarrollada por Unicef y Cruz Roja para la recuperación psico-afectiva de la infancia y la juventud afectadas por situaciones de emergencia, generalmente ante crisis causadas por el conflicto armado y los desastres naturales.
Esta estrategia, que se integra en las políticas de protección y acción humanitaria en zonas de catástrofe, fue desarrollada en 1992, a raíz de la guerra civil que vivió Mozambique. Desde entonces, se viene empleando con éxito en numerosos países: en el Ecuador con los niños excombatientes, en Colombia después del terremoto de 1998, en Nicaragua después del huracán Mitch, en Haití después del terremoto de 2010...

## Descripción
Mediante un enfoque basado en la Convención de los Derechos de los niños, la metodología del retorno a la alegría tiene como objetivo reducir, a través del juego, las secuelas de los posibles daños emocionales que pueden tener lugar en la población infantil, fomentar su capacidad de resistencia y recuperación, así como el retorno a la normalidad.
Dicha metodología es sistémica, participativa y vivencial. Su objetivo es reconstruir la integridad emocional de cada persona, considerándola, no como paciente ni como víctima, sino como agente de su propia recuperación, ayudando a la continuidad del desarrollo afectivo, intelectual y cognitivo de cada infante que haya sido bloqueado por la situación de desastre.
A través de una terapia lúdica, se intenta que infantes y adolescentes retornen paulatinamente a sus actividades normales de convivencia en su comunidad, alivianando los temores y ayudando recuperar  la alegría propia de los niños.
Permite además el establecimiento de espacios para la elaboración del duelo, trabajando sobre las pérdidas de vidas humanas y materiales.
El programa está dirigido principalmente a edades que van desde los 6 a los 18 años. 
Emplea la técnica de niño a niño y se adapta culturalmente a la comunidad que ha sido objeto de desastre. Para ello, algunos adolescentes y adultos, generalmente residentes en la zona de intervención, son seleccionados para formar parte de los equipos de terapeutas lúdicos y los grupos de apoyo. 
Los manuales de trabajo empleados en el procedimiento suelen complementarse con compilaciones de cuentos, fábulas, retahílas y trabalenguas, que permiten apoyar el trabajo de las sesiones de terapia lúdica.